# Stazione di Konkō
La stazione di Konkō (金光駅?, Konkō-eki) è una stazione ferroviaria situata nella città di Asakuchi, nella prefettura di Okayama in Giappone. Si trova sulla linea principale Sanyō.

## Linee e servizi
JR West
■ Linea principale Sanyō

## Caratteristiche
La stazione è dotata di due marciapiedi a isola e uno laterale, con 4 binari in superficie. La stazione supporta la bigliettazione elettronica ICOCA ed è dotata di tornelli automatici di accesso ai binari.
| 1 | ■ Linea principale Sanyō | per Kurashiki, Okayama e Banshū-Akō |
| 2 | Binario di servizio      | Binario di servizio                 |
| 3 | ■ Linea principale Sanyō | per Fukuyama, Onomichi e Mihara     |
| 4 | Binario di servizio      | Binario di servizio                 |

## Stazioni adiacenti
| «                      | Servizio                   | »                      |
| Linea principale Sanyō | Linea principale Sanyō     | Linea principale Sanyō |
| ---------------------- | -------------------------- | ---------------------- |
| Shin-Kurashiki         | Locale Rapido Sunliner (1) | Kamogata               |
| Shin-Kurashiki         | Rapido Sunliner (2)        | Kasaoka                |

- 1: Solo la mattina in direzione Okayama
- 2: Solo la sera in direzione Fukuyama